# Michał Śledziński
Michał Śledziński, pseud. Śledziu (ur. 31 lipca 1978 w Bydgoszczy) – polski rysownik i twórca komiksowy. Zamieszkały w Warszawie.
Zadebiutował na łamach magazynu o grach komputerowych „Secret Service”, a następnie publikował na łamach miesięcznika „Świat Gier Komputerowych” komiksy z serii Fido i Mel.
Współtwórca i redaktor naczelny magazynu komiksowego Produkt, P Lux oraz zina Azbest; autor serii komiksowej Osiedle Swoboda. W 2006 roku wydawnictwo Mandragora postanowiło wznowić serię komiksową o komisarzu Żbiku (tym razem w roli głównej miał wystąpić wnuk słynnego komisarza, kapitan Michał Żbik). Śledziński został zaproszony do narysowania całej serii, ale współpraca zakończyła się już po pierwszym zeszycie pt. Kim jest „Biała Mewa"?. Od grudnia 2006 roku tworzy w Internecie komiksową parodię gry Gears of War pt. „Bears of War”. W 2008 roku rozpoczął nową serię komiksową, zwaną Wartości rodzinne, wydawaną nakładem Kultury Gniewu, której pierwszy zeszyt zatytułowany Nie wszyscy są zadowoleni ukazał się w grudniu 2008 roku.
Pracuje jako reżyser oraz rysownik storyboardów w studiu animacji Human Ark, w ramach którego współtworzył serial Kacperiada na podstawie opowiadań Grzegorza Kasdepke.
Od 2015 roku członek Partii Razem.

## Wybrany dorobek
- Osiedle Swoboda
  - w odcinkach w magazynie Produkt (1999–2004)
  - jako 6 samodzielnych albumów (2004–2006)
  - Wydanie Zbiorcze tom 1 (2010, wyd. Kultura Gniewu, I wydanie) – zawiera wszystkie odcinki z magazynu Produkt oraz pięć plansz tzw. wywiady, galerię (gościnna i autorska), paski z tekstem (w stylu „Produktu”) pod każdą ze stron komiksu
  - Wydanie Zbiorcze tom 1 (2011, wyd. Kultura Gniewu, II wydanie) – zawiera wszystkie odcinki z magazynu Produkt, pięć plansz tzw. wywiady, 10 plansz komiksu Centrum (spin-off osiedlowy)
  - Wydanie Zbiorcze tom 1 (2014, wyd. Kultura Gniewu, III wydanie) – zawiera wszystkie odcinki z magazynu Produkt,
  - Osiedle Swoboda. Niedźwiedź (wydanie zbiorcze, 2014, wyd. Kultura Gniewu) – spin-off osiedlowy, zawiera materiał archiwalny (z magazynu Produkt) oraz premierowy, rysunki Kamil „Kurt” Kochański,
  - Wydanie Zbiorcze tom 1 (2017, wyd. Kultura Gniewu, IV wydanie) – zawiera wszystkie odcinki z magazynu Produkt, pięć plansz tzw. wywiady, galerię,
  - Wydanie Zbiorcze tom 2 (2017, wyd. Kultura Gniewu, I wydanie) – zawiera wszystkie 6 samodzielnych albumów z lat 2004–2006
- Fido i Mel – Na kozetce (2001, wyd. Egmont)
- Komisarz Żbik – Kim jest „Biała Mewa?” (2006, wyd. Mandragora)
- Wszystko, co chcielibyście wiedzieć o piłce... (2006, wyd. Kultura Gniewu, jako współtwórca, antologia)
- Bears of War – 1st Round (2007, wyd. Timof i cisi wspólnicy)
- Na szybko spisane
  - Tom 1:1980–1990 (2007, wyd. Kultura Gniewu)
  - Tom 2: 1990–2000 (2008, wyd. Kultura Gniewu)
  - Tom 3: 2000–2010 (2017, wyd. Kultura Gniewu)
  - Wydanie Zbiorcze 1980–2010 (2017, wyd. Kultura Gniewu)
- Kompot (2008, wyd. Kultura Gniewu/Instytut Adama Mickiewicza, jako współtwórca, antologia komiksowa autorów polskich i izraelskich)
- Wartości rodzinne
  - Tom 1: Nie wszyscy są zadowoleni (2008, wyd. Kultura Gniewu)
  - Tom 2: Małpa na przyjęciu (2009, wyd. Kultura Gniewu)
  - Tom 3: Porwanie na srebrnym ekranie (2009, wyd. Kultura Gniewu)
  - Tom 4: Nie bądźmy leśne ludki (2010, wyd. Kultura Gniewu)
  - Wydanie Zbiorcze (2019, wyd. Kultura Gniewu)
- Praga Gada. O wojnie!. pragagada.pl. [zarchiwizowane z tego adresu (2013-11-02)]. (2013, wyd. Fundacji Animacja, jako współtwórca, antologia zawierająca historie z okresu II WŚ widzianej oczami dzieci z warszawskiej Pragi)
- Czerwony Pingwin musi umrzeć!
  - Tom 1 (2013, wyd. Kultura Gniewu)
- Strange Years (jako współtwórca z Arturem Kurasińskim)
  - Tom 1: Jesień (2015, wyd. Kultura Gniewu)
- Aurora (2017, wyd. Ongrys) jako współtwórca (ilustrator)